# Ольденіко
Ольденіко (італ. Oldenico, п'єм. Aunì) — муніципалітет в Італії, у регіоні П'ємонт, провінція Верчеллі.
Ольденіко розташоване на відстані близько 510 км на північний захід від Рима, 65 км на північний схід від Турина, 10 км на північ від Верчеллі.
Населення — 256 осіб (2014).
Щорічний фестиваль відбувається 10 серпня. Покровитель — святий мученик Лаврентій.

## Демографія
Населення за роками:

Станом на 1 січня 2023 року в муніципалітеті офіційно проживало 38 іноземців з 4 країн, серед них 30 громадян країн Євросоюзу та 4 громадяни України.

## Сусідні муніципалітети
- Альбано-Верчеллезе
- Карезанаблот
- Коллоб'яно
- Куїнто-Верчеллезе
- Сан-Наццаро-Сезія
- Віллата